# Perpendicularidade
Em geometria, perpendicularidade (ou ortogonalidade, cujo símbolo é ┴) é uma noção que indica se dois objectos (retas ou planos) fazem um ângulo de noventa graus (90°).

## Traçado da perpendicular

### A partir de um ponto interno de um segmento de reta
Sendo CD um segmento de reta e B um ponto interno desse segmento, para traçar uma reta perpendicular a esse segmento, a partir do ponto B, faça o seguinte:
- com a ponta seca do compasso em B, trace um arco de circunferência, o qual definirá dois pontos simétricos no segmento CD.
- Com centro em um desses novos pontos, trace um arco de circunferência (como na mediatriz) com abertura maior do que a metade da distância entre eles e repita o procedimento para o seu simétrico.
- a reta perpendicular passará pelas interseções desses dois arcos e pelo ponto B.

## Perpendicularidade de duas retas

As retas AB e CD são perpendiculares

Duas retas são perpendiculares se forem concorrentes e o ângulo formado entre elas for de 90º. Se duas retas forem perpendiculares entre si apresentam: quatro ângulos de 90°, então m1 • m2 = -1.

## Perpendicularidade de uma reta e de um plano
Uma reta r e um plano ᾳ são perpendiculares se e somente se r  for perpendicular a duas retas concorrentes contidas em ᾳ.

## Perpendicularidade de dois planos
Dois planos são perpendiculares entre si quando toda reta de um, perpendicular à interseção, será perpendicular ao outro.

## Perpendicularidade de vetores
Em álgebra linear, definimos vectores perpendiculares a partir de um produto interno (também chamado de produto escalar). Vectores cujo produto interno é zero são perpendiculares. Em um espaço vectorial de n dimensões (onde n é um número inteiro positivo) podem-se escolher conjuntos de n vectores, de modo que cada par de vectores é um par de vectores perpendiculares.
Este conjunto é uma base, que, pela propriedade de ortogonalidade entre seus elementos, é chamada de uma base ortogonal. Muitas vezes, questões de concursos exigem noções básicas que não estão presentes nos problemas, para isso precisa se saber algumas relações, como por exemplo a perpendicularidade.